# Abd al-Karim Qasim
Abd al-Karim Qasim (tiếng Ả Rập: عبد الكريم قاسم `Abd al-Karīm Qāsim) (21 tháng 11 năm 1914 - 09 tháng 2 năm 1963), là một thiếu tướng của Quân đội Iraq nắm quyền trong một cuộc đảo chính năm 1958, trong đó chế độ quân chủ của Iraq đã bị lật đổ. Ông giữ chức Thủ tướng Chính phủ cho đến khi chính phủ bị sụp đổ và khi ông chết trong cuộc cách mạng Ramadan năm 1963.
Trong thời gian cai trị của ông, Qasim đã được mọi người là al-za'īm (الزعيم) hay "Lãnh đạo".
Qasim là nhà lãnh đạo Cộng sản và Dân Tộc Chủ Nghĩa của Iraq, cầm quyền trong thời kỳ 5 năm từ 1958-1963. Trong thời kỳ cầm quyền ông đã vấp phải sự chống đối của Đảng Ba'ath, đặc biệt là Saddam Hussein, thậm chí từng bị Saddam Hussein ám sát năm 1959.